# Saint-Jacques-des-Arrêts
Saint-Jacques-des-Arrêts era una comuna francesa situada en el departamento del Ródano, de la región de Auvernia-Ródano-Alpes, que el 1 de enero de 2019 pasó a ser una comuna delegada de la comuna nueva de Deux-Grosnes.

## Geografía
Saint-Jacques-des-Arrêts está situada en el norte del departamento, en la región de Beaujolais, a 35 km al noroeste de Villefranche-sur-Saône.

## Demografía
| 211 | 210 | 179 | 147 | 130 | 112 | 111 | 101 |
| Para los censos de 1962 a 1999 la población legal corresponde a la población sin duplicidades (Fuente: INSEE [Consultar]) |     |     |     |     |     |     |     |